# Häuserblock

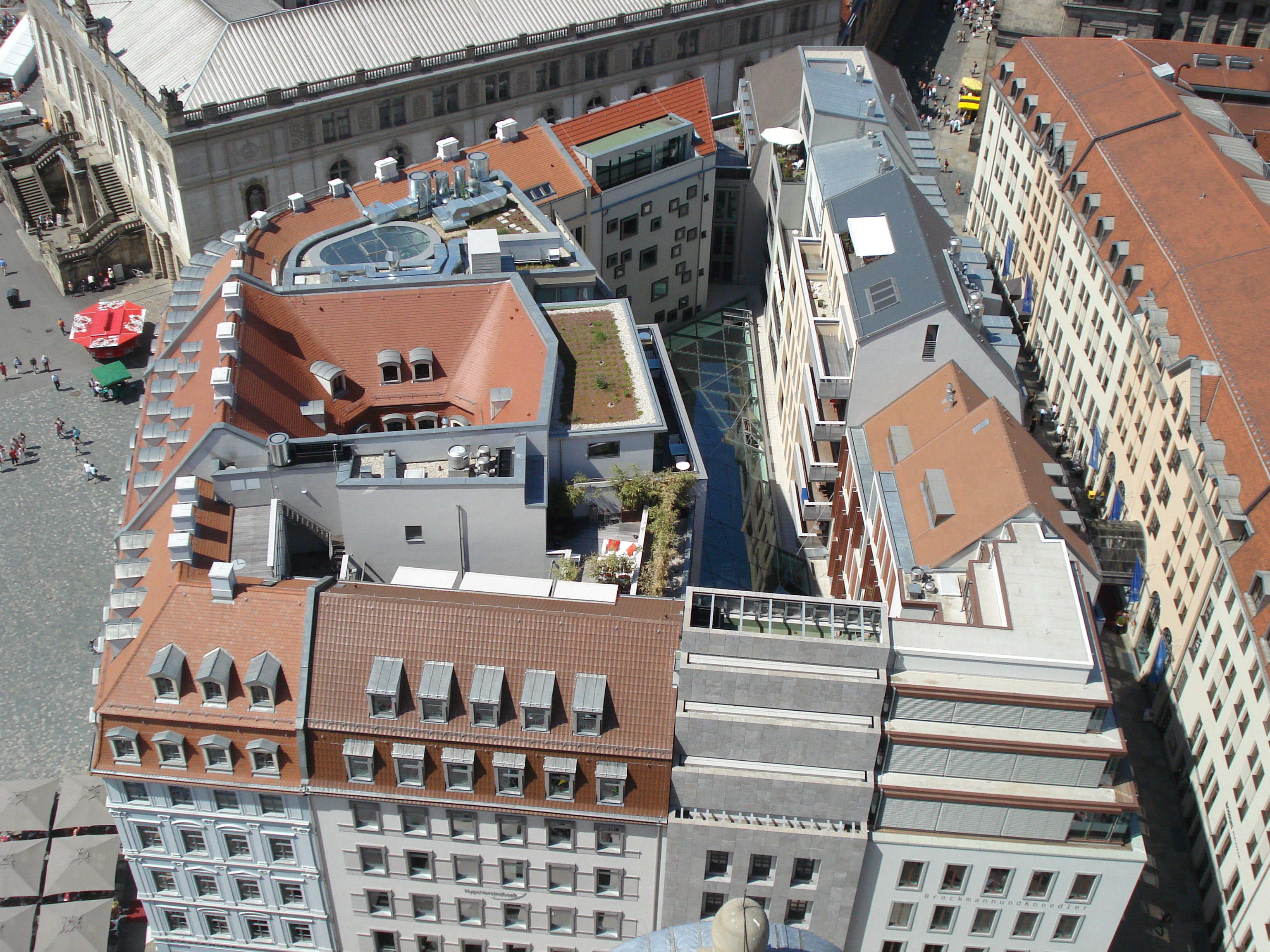
Innerstädtischer Häuserblock am Neumarkt in Dresden

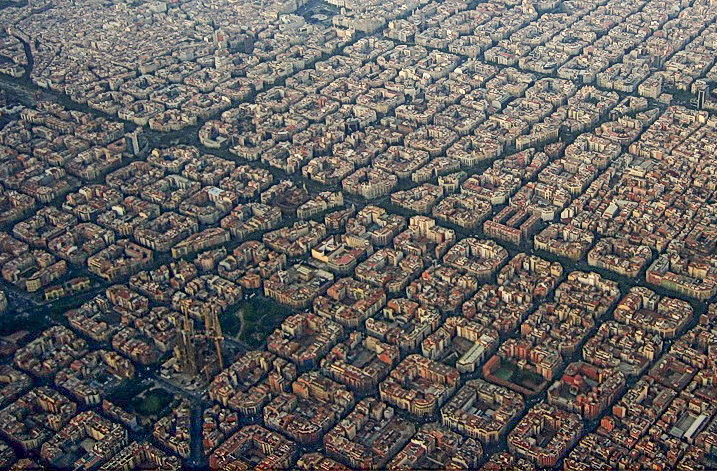
Das Eixample in Barcelona: Ein Beispiel für ein Stadtviertel, das überwiegend von geschlossenen Häuserblöcken geprägt wird

Häuserblock (Wohnblock, Karree) bezeichnet in einem Siedlungsgebiet einen bebauten Straßenblock, der vom Wege- und Straßennetz oder von topographischen Gegebenheiten (z. B. Eisenbahnlinie, Fluss) umschlossen wird und aus mehreren direkt aneinandergrenzenden Grundstücken bzw. Flurstücken und deren äußeren Blockrändern/Blockseiten besteht (siehe kleinräumige Gliederung).
Der Baublock stellt eine typische innerstädtische Bauform dar. Er wird durch mehrgeschossige Mietshäuser, Wohn- und Geschäftshäuser oder Reihenhäuser in geschlossener Bauweise gebildet. Diese Bauform wird auch als Blockrandbebauung bezeichnet.
Der Straßenblock in offener Bauweise stellt eine typische vorstädtische Bauweise dar oder unterteilt Villenkolonien.

## Entstehung
Die Blockbebauung ist eine typisch städtische Bauform. Diese Bauform wurde bereits in den mittelalterlichen europäischen Stadtzentren (z. B. der Hansestädte) verwendet. Ebenso findet sich die Bauform in barocken Innenstädten, wie dem Holländischen Viertel in Potsdam. Besonders typisch ist sie für den absolutistischen Städtebau und die während der Gründerzeit nach 1870 entstandenen Mietskasernenviertel der deutschen Großstädte. Als Antwort auf den Wohnraummangel der 1920er Jahre bauten Wohnungsbaugenossenschaften Wohnblöcke mit großen Innenhöfen und sozialen Kleinwohnungen. Zur gleichen Zeit suchten Stadtplaner aber auch nach Alternativen zur damals weithin vorherrschenden Blockrandbebauung und fanden diese in der Zeilenbauweise, d. h. in der parallelen Anordnung von mehreren Häuserzeilen. Als Vorteile dieser Bauweise, die insbesondere während der Zeit des Wiederaufbaus in den 1950er und 1960er Jahren in Deutschland weit verbreitet war, galten nach damaligem Verständnis vor allem die gleichmäßige Besonnung aller Wohnungen und die Durchlüftung der Viertel.
Während Häuserblöcke während des gesamten Mittelalters durch die in der Regel ungeplante Aneinanderreihung von benachbarten Gebäuden entstanden, wurden sie bereits in der Antike (Beispiele hierfür sind Milet und das Modell Römische Stadt, die einem Schachbrettmuster folgen), verstärkt seit der Barockzeit von Stadtplanern „am Reißbrett“ als geometrische Großform entworfen und anschließend zur Bebauung parzelliert.

## Sonstiges
Baublöcke bilden auch die räumliche Basisstruktur zur Erfassung statistischer Daten der Bevölkerungsstruktur. Bei der Visualisierung von 3D-Stadtmodellen arbeitet man oft mit vereinfachten Volumenkörpern, die den realen Baublöcken entsprechen sollen.